# Национална хуманитарна гимназия „Св. св. Кирил и Методий“
Вижте пояснителната страница за други значения на Св. св. Кирил и Методий.
Националната хуманитарна гимназия „Св. св. Кирил и Методий“ е средно учебно заведение, гимназия, разположено в Благоевград, България, наследник на създадената в 1880 година в Солун българска мъжка гимназия. Днес в гимназията се обучават ученици от осми до дванадесети клас.

## История
Гимназията е основана в 1880 година като Солунска българска мъжка гимназия в Солун, където съществува до 1913 година. След установяването на гръцка власт в Солун и Междусъючническата война през юни 1913 година, гръцките власти прогонват гимназията от града и учителите и учениците се установяват в останалата в България Струмица, която е полуопожарена. В Струмица пристигат доктор Тодор Дечев от Разград, който да възстанови Солунската мъжка и доктор Филип Манолов от Емборе, който да възстанови Солунската девическа гимназия. Условия за откриване на девическа гимназия в Струмица няма, но Дечев успява да организира възстановяването на мъжката със стари ученици от Солун и нови от старите предели на царството – повечето закъснели с учението си или изключвани по няколко пъти от други гимназии. Назначени са нови учители за учебната 1913/1914 година – Борис Янишлиев от Дойран, Димитър Галев от Велес, Михаил Шурков от Велес (бивш учителв Солун), Ихчиев от Кюстендил, Иван Мицев от Кратово. Името на училището е сменено към обичайното за България Струмишка държавна гимназия, но по-късно учителският съвет го изменя на Солунска мъжка реална гимназия „Св. св. Кирил и Методий“. В 1913/1914 година гимназията има пет гимназиални класа с по една паралелка.
В 1914/1915 година Дечев става окръжен училищен инспектор и за нов директор е назначен Димитър Галев. Учители са Янишлиев, Мицев, Атанасов, Петър Карагеоргиевич от Силистра, Иван Иванов от Търново, Христо Тенекиев от Търново и Тодор Масларов от Ихтиман. На следната 1915/1916 година за директор е назначен Йордан Мирчев от Прилеп, но поради намесата на България в Първата световна война учебна година в Струмица няма, а учителите без Димитър Галев, който е над 40 година, са мобилизирани.
В учебната 1916/1917 година гимназията се мести в Щип и неин директор е щипянинът Христо Коцев. В 1917/1918 година директор на гимназията е Евтим Наков.
След демобилизацията гимназията е върната в Струмица с директор Христо Кръстев от Радовиш, където учениците завършват в 1919 година учебната година. Учители са Янишлиев, архимандрит Игнатий (лектор, духовна академия), Владимир Илиев (лектор, духовна академия), Антим Ингилизов (лектор, агроном), Павел Ингилизов (лектор, адвокат), Кирил Хаджинаков (лектор, инженер), Кирил Дудаклиев (лектор, агроном), Христо Стоянов (лектор, чиновник).
Учебната 1919/1920 година не започва и, след като Струмица е предадена на Кралството на сърби, хървати и словенци, смесената непълна гимназия се мести в Петрич, където учители са Михаил Шурков (директор), Владимир Илиев и Мануш Стаменов. В Петрич са открити двата класа IV и V, но поради много лошите условия и препълнеността на града с бежанци от Македония, учителският съвет реша гимназията да се премести в Горна Джумая, което е одобрено от министерството.
В Горна Джумая на първо време училището е настанено в казармата. Учители в 1920/1921 година са Владимир Илиев (директор), Янишлиев, Шурков, Янаки Илиев от Дойран, Никола Ингилизов от Пехчево, Иван Манолев от Кукуш, Трендафилов от Трън, Магда Икономова от Кукуш, Невена Танева от Велес и Бръчков от Търново. В 1921/1922 година и 1922/1923 година директор е Никола Ингилизов. Шурков, Икономова и Танева напускат, а пристигат нови учители Драгостинова, Ефимия Попаврамова и Анастасов.
За учебната 1923/1924 година гимназията се мести в старото училище при църквата. Директор е Георги Христов от Дупница, който остава до 1925/1926 година включително. Учители са Янишлиев, Владимир Стоев, Донка Николова. Атанасов и Драгостинов напускат.
В 1934 година е завършена сградата, в която училището се помещава до днес. В 1972 година се откриват се три математически паралелки, от които през 1973 година се създава днешната Природо-математическа гимназия „Академик Сергей Павлович Корольов“. В 1984 година от откритите паралелки с интензивно изучаване на чужди езици се създава днешната Езикова гимназия „Академик Людмил Стоянов“. Открива се паралелка с интензивно изучаване на изобразително изкуство. В 1989 година е открита паралелка с интензивно изучаване на музика. В 1991 година от паралелките с интензивно изучаване на руски език се създава днешното СОУ с изучаване на чужди езици „Свети Климент Охридски“. В 1991 година гимназията се преименува на Национална хуманитарна гимназия „Св. св. Кирил и Методий“ и започва разширено обучение по български език и литература.